# Enriquillo (Repubblica Dominicana)
Enriquillo è un comune della Repubblica Dominicana di 13.262 abitanti, situato nella Provincia di Barahona. Comprende, oltre al capoluogo, un distretto municipale: Arroyo Dulce.